# Teste rapide de antigeni COVID-19

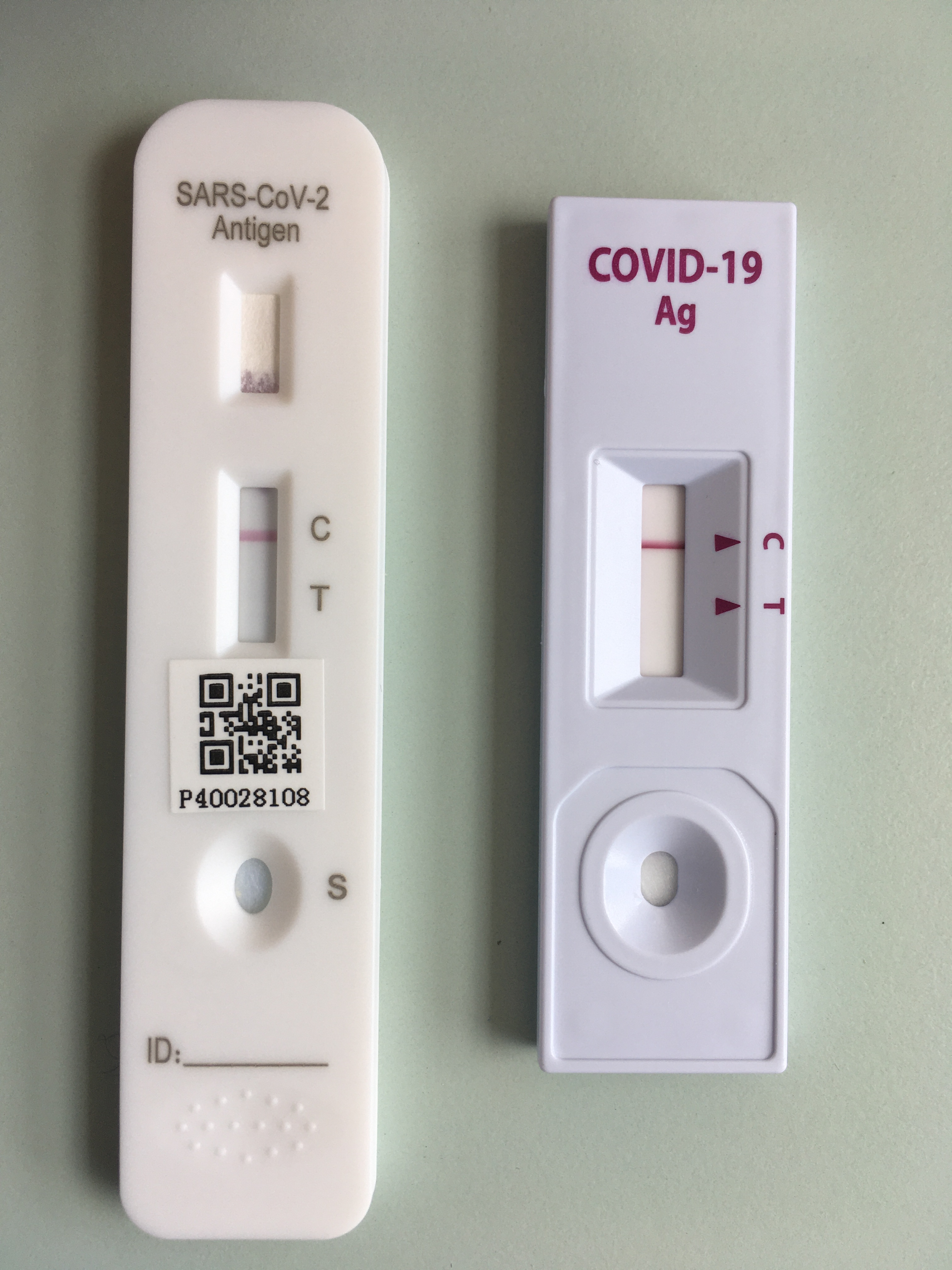
Teste rapide SARS-CoV-2. Teste de detectare a antigenului viral în flux lateral

Testele rapide de antigen COVID-19, denumite frecvent și teste de flux lateral COVID-19, sunt teste rapide de antigen utilizate pentru detectarea infecției SARS-COV-2 (COVID-19). Acestea sunt rapid de implementat, cu o pregătire minimă, au oferit avantaje semnificative în ceea ce privește costurile, costând o fracțiune din alte forme de testare COVID-19 și oferă utilizatorilor un rezultat în 5-30 de minute. Cu toate acestea, ele au o rată ridicată de rezultate fals negative. Testele rapide de antigen sunt utilizate în mai multe țări ca parte a testărilor în masă sau a abordărilor de screening la nivelul întregii populații. Se consideră că acestea sunt valoroase pentru identificarea persoanelor asimptomatice care ar putea răspândi virusul la alte persoane, care altfel nu ar ști că sunt infectate. Acest lucru diferă de alte forme de testare a COVID-19, cum ar fi PCR, care sunt în general considerate a fi un test util pentru persoanele simptomatice, deoarece au o sensibilitate mai mare și pot identifica mai precis cazurile.

## Istoricul dezvoltării tehnologiei de testare rapidă COVID-19
Testele rapide pentru COVID-19 au apărut în urma unor investiții majore ale controversatului program Moonshot din Regatul Unit, un program de 100 de miliarde de lire sterline pentru evaluarea, dezvoltarea și implementarea sistematică a noilor tehnologii pentru testarea COVID-19. Inițial, testele rapide au fost incluse în această evaluare sistematică, alături de multe alte tehnologii de testare a COVID-19, cum ar fi Lamp, Lampore, PCR la locul de îngrijire, spectrometria de masă și gruparea probelor. Cu toate acestea, pe măsură ce evaluările au continuat, testele rapide au apărut ca fiind cea mai reușită formă de testare COVID-19 în cadrul acestui program, în completarea testelor PCR existente.

## Orientări internaționale pentru utilizarea și dezvoltarea tehnologiei de testare rapidă COVID-19
Justificarea științifică timpurie a utilității potențiale a testelor rapide și orientarea globală pentru dezvoltarea tehnologiei de testare rapidă a fost stimulată de orientările provizorii ale OMS care au semnalat beneficiile potențiale. Raportul menționa faptul că testele rapide erau mult mai ușor de implementat și prezentau avantaje în ceea ce privește costurile. OMS a recomandat utilizarea lor în cazul apariției unor focare, pentru identificarea timpurie a cazurilor și pentru monitorizarea tendințelor bolii. Ulterior, și ca urmare a unui număr tot mai mare de studii, această recomandare a fost extinsă de către Comisia Europeană. Comisia Europeană a recomandat utilizarea tehnologiei de testare rapidă pentru depistarea la nivelul întregii populații în cazul în care proporția de pozitivitate a testelor este mare sau foarte mare. Până în ianuarie 2021, Comisia Europeană a fost de acord să își consolideze poziția, susținând o utilizare mult mai mare a testelor rapide, menționând că "în cazul în care cercetările ar dovedi că testele rapide de antigen pot fi efectuate chiar de către persoana testată.... ar putea fi luată în considerare și autotestarea cu sau fără îndrumare profesională".

## Studii inițiale
Unul dintre studiile definitive pentru testele rapide a fost finalizat de Public Health England, Universitatea din Oxford și Universitatea din Manchester și lansat de profesorul Richard Body și Dr. Lennard Lee. Studiul Falcon-C19, care a fost lansat în trei zile, la 17 septembrie. Primul pacient a fost recrutat în parcarea stadionului Manchester City Etihad, în cadrul unui nou centru de cercetare pentru testarea COVID-19. Studiul s-a extins rapid pentru a include 14 centre de cercetare comunitare din Regatul Unit. Studiul s-a încheiat la 23 octombrie, după ce au participat 878 de persoane. Studiul a fost unul dintre studiile de cercetare COVID-19 din Marea Britanie cu cel mai rapid recrutare din țară. Studiul a furnizat dovezi definitive că dispozitivele de testare rapidă au fost capabile să culeagă rezultate pozitive cu o acuratețe ridicată. Un total de 4 teste rapide, inclusiv Innova și Orientgene, au fost validate în acest studiu folosind probe de tampoane de la persoane cu boală simptomatică și asimptomatică.
În preajma publicării analizei intermediare a acestui studiu britanic, SUA a confirmat că 100 de milioane de teste rapide vor fi achiziționate de la Abbott și expediate în întreaga țară pentru a începe studii similare în SUA, în completarea studiilor inițiate de Universitatea din Oxford.

## Studii de evaluare în întreaga lume
La 2 noiembrie, Slovacia a devenit prima țară din lume care a inițiat testarea în masă la nivel național cu ajutorul testelor rapide. Cinci milioane de teste rapide au fost efectuate de 60.000 de angajați care au folosit testul cu antigen SD Biosensor și au efectuat tamponări asupra populației. Acest lucru a determinat apoi Comisia Europeană să recomande ca testele rapide să fie utilizate ca parte a screening-ului la nivelul întregii populații. Două studii de cercetare publicate la începutul anului 2021, unul realizat de profesorul Martin Kahanec de la Central European University și coautorii săi și altul de Martin Pavelka de la London School of Hygiene & Tropical Medicine și echipa sa, sugerează că efectele valului de toamnă de teste rapide în masă cu antigeni din Slovacia au contribuit la suprimarea pandemiei în țară, deși, potrivit primului studiu, efectul testelor în masă asupra pandemiei a fost temporar și a început să se disipeze după aproximativ două săptămâni.
Regatul Unit a continuat programul de dezvoltare a testelor rapide în curs de desfășurare, utilizând testul rapid Innova, cu o urgență din ce în ce mai mare pe măsură ce cazurile de COVID-19 au crescut în întreaga Europă. La 6 noiembrie, prim-ministrul Boris Johnson a demarat depistarea în tot orașul Liverpool, ca parte a evaluării accelerate a tehnologiei. De asemenea, au fost lansate alte proiecte pilot de extindere a testelor rapide pentru multe sectoare în care testele nu erau disponibile anterior. Acestea au inclus studenții din universități care au fost deosebit de afectate de focare. Inițial, acest lucru a început la Universitatea Durham, care avea infrastructura și expertiza necesare pentru a gestiona programul de testare rapidă, dar a fost extins la majoritatea universităților din Regatul Unit și a permis planul național de tip evacuare pentru ca studenții să ajungă în siguranță acasă de Crăciun. Testele rapide au fost, de asemenea, implementate în cadrul Serviciului Național de Sănătate pentru personal, pentru a reduce posibila transmitere la pacienți, la autoritățile locale și la centrele de îngrijire, pentru a permite vizitarea rezidenților. La 18 noiembrie, Țara Galilor a finalizat primul test pentru întregul cartier, la Merthyr Tydfil. În acest moment, testarea a fost, de asemenea, implementată în școlile din SUA pentru elevii cu simptome și în centrele de îngrijire și școlile din Portugalia.
Eforturile globale de intensificare a evaluărilor testelor rapide au fost inițiate de Departamentul pentru situații de urgență al Organizației Mondiale a Sănătății (OMS), care a lansat un proiect major de implementare a testelor de diagnostic rapid la 10 noiembrie, cu ajutorul unui acord din partea Fundației Bill și Melinda Gates care a limitat costurile pentru țările cu venituri mici și mijlocii.
Austria a început testarea în masă la nivel național la 5 decembrie și a comandat șapte milioane de teste constând în testul SD Biosensor și Siemens Clinitest (cunoscut și ca Orientgene).
Până la jumătatea lunii decembrie, existau numeroase studii care confirmau eficacitatea și succesul utilizării testelor rapide pentru identificarea persoanelor cu COVID-19, inclusiv studii din Țările de Jos, Regatul Unit și SUA. Toate aceste studii au permis ca testele rapide să intre în strategiile naționale standard de testare COVID-19. Pilotarea globală a testelor rapide era acum un loc comun în școlile din Canada, în centrele de călătorie din Indonezia și în întreaga Indie.

## Preocupări legate de utilizare
Multe persoane și-au exprimat îngrijorarea cu privire la faptul că acuratețea testelor rapide nu era la fel de bună ca forma existentă de testare a COVID-19 PCR. Datele publicate în urma testului de depistare la nivelul orașului Liverpool din Regatul Unit au ilustrat faptul că operatorii din armată ai testului au obținut performanțele de testare ale oamenilor de știință de laborator instruiți, în urma altor proiecte pilot din India. Acest lucru a provocat probleme minore în cadrul comunității științifico-psihologice, unde a existat o dezbatere cu privire la faptul că testele rapide ar putea duce la o reasigurare falsă și la o schimbare de comportament. Cu toate acestea, o schimbare în gândirea privind utilizarea testelor rapide a fost confirmată în urma unei publicații din SUA. Profesorul Michael Mina a teoretizat faptul că testele rapide ar fi în continuare utile, deoarece identifică persoanele infecțioase, iar potențialele beneficii observate din repetarea testului rapid și obținerea unui rezultat mult mai rapid decât alte forme de testare. Medicul clinician-șef din Regatul Unit, Dr. Susan Hopkins, a remarcat, de asemenea, că testele rapide au oferit un mijloc de a găsi "persoane pe care... nu le-am putea găsi altfel".
Luând act de capacitatea de a identifica cazurile mai rapid și având în vedere escaladarea cazurilor care a urmat în Europa, Comisia Europeană s-a reunit la 11 decembrie și a elaborat un cadru european comun pentru "utilizarea, validarea și recunoașterea reciprocă a testelor rapide", angajând 100 de milioane de euro pentru achiziționarea de teste de la Roche și Abbott. Stella Kyriakides, comisarul pentru sănătate și siguranță alimentară, a declarat: "Testele rapide de antigen ne oferă rapiditate, fiabilitate și reacții rapide pentru a izola cazurile de COVID. Acest lucru este esențial pentru a încetini răspândirea pandemiei."
Alte persoane și-au exprimat îngrijorarea cu privire la adoptarea și desfășurarea lentă a testelor rapide și la potențialele pierderi de vieți omenești care ar fi putut avea loc ca urmare. Un grup academic din Canada a remarcat că jumătate din decesele din centrele de îngrijire din prima parte a pandemiei ar fi putut fi prevenite cu ajutorul testelor rapide.

## Aprobarea reglementară globală pentru utilizarea pentru testarea COVID-19
Ca urmare a succesului a numeroase studii efectuate în întreaga lume pentru a analiza testele rapide începând din august 2020, testele rapide au fost aprobate de organismele de reglementare din întreaga lume, ca parte a unei strategii de utilizare a testelor ca "o nouă abordare pentru combaterea pandemiei". La 16 decembrie, FDA a devenit prima autoritate care a aprobat testul rapid Abbott. Ulterior, au fost acordate aprobări pentru testul la domiciliu Ellume COVID-19.
Testele rapide au fost, de asemenea, aprobate de Health Canada, consilierul acestuia, profesorul David Juncter, menționând că "cele mai bune teste rapide sunt foarte precise în detectarea persoanelor contagioase", iar specialistul în boli infecțioase Jean Longtin a remarcat: "Ne va permite să ne mișcăm mai repede decât virusul și să găsim contactele persoanei într-o oră sau două, în loc să așteptăm 24 de ore".
MHRA din Regatul Unit a confirmat la 23 decembrie aprobarea testului rapid Innova pentru testele de auto-utilizare. Ca urmare a succesului mondial clar al acestei dezvoltări globale a testelor rapide, Sir John Bell, profesor Regius de medicină la Universitatea din Oxford, a declarat: "Testele rapide au fost un element central al unei bune apărări împotriva coronavirusului, deoarece erau rapide, ieftine și disponibile pentru utilizare repetată".

## Testele rapide ca o "revenire la normalitate"
Spania a devenit prima țară care a folosit testele rapide pentru a facilita revenirea la normalitate, testele rapide fiind disponibile pe scară largă în farmacii, iar în Barcelona a fost organizat un concert de muzică gratuit pentru persoanele care au efectuat un test rapid. O abordare similară a fost adoptată în Albania pentru a permite organizarea de festivaluri de muzică. Cu toate acestea, mulți experți nu au fost siguri de această abordare, considerând că "testele rapide nu sunt soluția pentru a relua viața normală", dar ar putea fi utilizate în combinație cu alte măsuri vitale de prevenire a infecțiilor, cum ar fi purtarea de EPI adecvate, spălarea regulată a mâinilor și distanțarea socială, pentru a permite oamenilor să petreacă acel timp vital cu cei dragi, contribuind în același timp la menținerea siguranței acestora.

## Noi tulpini COVID-19
La 22 decembrie 2020, o nouă tulpină mai infecțioasă de SARS-CoV-2 a fost identificată în Regatul Unit, VOC-202012/01. Tulpina s-a răspândit rapid în întreaga lume. Având în vedere utilizarea pe scară largă la nivel mondial a acestei forme de testare COVID-19, a existat îngrijorarea că această variantă va face ca testarea rapidă să devină caducă. În cadrul evaluării tehnologice accelerate a fluxului lateral din Regatul Unit, în termen de 24 de ore, laboratoarele Public Health England au putut confirma că testele rapide aflate în curs de dezvoltare la nivel mondial nu au fost afectate și că au putut identifica noua variantă. Acest lucru s-a datorat faptului că testul rapid vizează în general proteina nucleocapsidă și nu proteina spike. Cu toate acestea, au fost identificate recent unele tulpini care afectează sensibilitatea unor teste rapide de până la 1000 de ori. Din fericire, frecvența acestor mutații ale nucleocapsidei (în special D399N) este încă relativ scăzută la nivel global, de ~0,02%.

## Utilizări umanitare pentru testele rapide
Pe lângă utilizarea de rutină în cadrul comunității, testele rapide au fost, de asemenea, utilizate ca parte a eforturilor umanitare în timpul pandemiei. În urma inundațiilor din Jakarta, în Indonezia, la 2 decembrie, testele rapide au fost puse la dispoziție în adăposturile pentru inundații. Mai mult, în urma închiderii frontierelor naționale din Europa, ca urmare a urgenței noii tulpini britanice chiar înainte de Crăciun, aproape 6.000 de șoferi de camion au rămas blocați fără alimente, oprind efectiv livrările de alimente de Crăciun. Testele rapide au fost desfășurate de pompierii francezi în 24 de ore la Canalul Mânecii. Testele rapide au permis camioanelor să pornească la drum, să își finalizeze livrările și să se întoarcă la familiile lor pentru Crăciun, demonstrând utilitatea potențială la nivel mondial a unui test COVID-19 ușor de implementat. Médecins Sans Frontières a susținut cu tărie utilizarea testelor rapide în țările cu venituri mici și mijlocii, menționând că "testele pentru antigenul COVID-19 pot furniza rezultate rapide și concrete, asigurând identificarea la timp a persoanelor infectate cu virusul la nivelul comunității".

## America și testele rapide
După ce inițial a investit considerabil în dezvoltarea tehnologiei testelor rapide, împreună cu Regatul Unit, evaluarea ulterioară a testelor rapide ca parte a abordărilor de testare în masă în SUA a stagnat ca urmare a impasului în ceea ce privește ajutorul de 900 de miliarde de dolari pentru COVID-19 cuprins în Legea consolidată de alocare a creditelor pentru 2020, 2021. Proiectul de lege a fost criticat pentru că nu a prevăzut în mod specific investițiile în testele rapide ca formă de testare la nivelul întregii populații, care să fie rentabilă și eficientă din punctul de vedere al costurilor. Oamenii de știință din SUA, cum ar fi profesorul Michael Mina de la Universitatea Harvard, au remarcat că testele sunt un "adjuvant foarte puternic la tot ceea ce fac deja oamenii" și că "testele la domiciliu pentru COVID-19 ar putea reduce rata de infecție". Acest punct de vedere a fost întărit de profesorul William A. Haseltine, tot de la Harvard, într-un articol din revista Forbes, în care propunea "testele rapide și autoadministrate ar putea opri valul tot mai mare de boli și decese", precum și de un articol al profesorului Annie Sparrow de la Mount Sinai, New York, în care propunea "Testele în masă ieftine sunt vitale pentru victoria în caz de pandemie", având în vedere "urgența tulpinii B117, foarte contagioasă și cu răspândire rapidă, în Marea Britanie și o tulpină similară din Africa de Sud". Cu toate acestea, testele rapide la domiciliu pentru COVID-19 au fost puse la dispoziția persoanelor fizice în ianuarie 2021, ca urmare a aprobării anterioare a FDA. Aceste teste au fost rambursate de asigurările de sănătate din SUA pentru persoanele cu simptome de covid-19 sau pentru cele care au avut un contact apropiat cu o persoană infectată sau cu o persoană care prezintă simptome. Un articol din Washington Post propunea că beneficiul maxim al testelor rapide în SUA ar putea să nu fie realizat până când "guvernul federal nu a acoperit testele pentru persoanele asimptomatice, deoarece transmiterea de către aceste persoane este o parte atât de mare a epidemiei", deoarece testarea acestor persoane nu era acoperită de asigurările de sănătate. În urma alegerii unui nou președinte în ianuarie 2021, SUA au început să reînceapă să investească în dezvoltarea tehnologiei testelor rapide prin publicarea unor ordine executive prezidențiale.

## Valoarea de piață globală
În urma utilizării pe scară largă a testelor rapide în întreaga lume, testele rapide au o valoare de piață de 15 miliarde de dolari, însă se preconizează că piața va înceta începând cu 2024 din cauza vaccinării populației globale până la sfârșitul anului 2023. În SUA, piața testelor rapide a fost de 3,9 miliarde de dolari, cu o rată de creștere >20% în spitale, clinici, Asia-Pacific, dar și ca teste pentru utilizatorii finali. Analiștii pieței internaționale au prognozat că producătorii de teste rapide se vor confrunta cu cereri în continuă creștere, pe măsură ce tot mai multe persoane și țări încep să utilizeze testele rapide pentru a identifica persoanele cu simptome mai ușoare. O serie de comentatori și oameni de știință din SUA și-au exprimat îngrijorarea cu privire la capacitatea rețelei mondiale de producție de a satisface cererea globală și de a fabrica sutele de milioane de teste care ar fi necesare pentru teste rapide frecvente.